# فنرایر
فنرایر (انگلیسی: Fenrir) شرکت نرم‌افزار ژاپنی است، که در سال ۲۰۰۵ تأسیس شد.